# Thorectes punctulatus
Thorectes punctulatus är en skalbaggsart som beskrevs av Henri Jekel 1865. Thorectes punctulatus ingår i släktet Thorectes och familjen tordyvlar. Inga underarter finns listade i Catalogue of Life.